# Gyoma
Gyoma fait aujourd'hui partie de Gyomaendrőd, une ville du district de Gyomaendrőd du comitat de Békés, et était une municipalité indépendante avant 1982.

## Histoire
La ville a été mentionnée pour la première fois en 1332, lorsqu'elle s'appelait Gama. En 1444, elle s'appelait Gyoma. Le village, qui appartenait à la famille Bethlen d'Iktar, a beaucoup souffert pendant l'occupation turque et est parfois devenu complètement inhabitable. Après la paix de Satu Mare, les habitants ont commencé à revenir dans le village, qui a été officiellement réinstallé en 1717. János György Harruckern (hu) a installé des réformés dans le village. En 1830, le propriétaire Tamás Csepcsányi (hu) a déclaré Gyoma ville de marché et y a installa des Allemands. Au XIXe siècle, des institutions municipales ont été construites. Dans la seconde moitié du siècle, l'industrie alimentaire (moulins), l'industrie légère (imprimerie Kner) et une école d'apprentissage ont été créées. En 1877, elle devint le siège du district de Gyoma, qui ne comprend que deux villages (Endrőd et Gyoma). Après la Seconde Guerre mondiale, le village fut relancé, l'agriculture fut renforcée, de grandes entreprises industrielles ont ouvert des filiales et le lycée Imre Kner fut fondé.

## Galerie

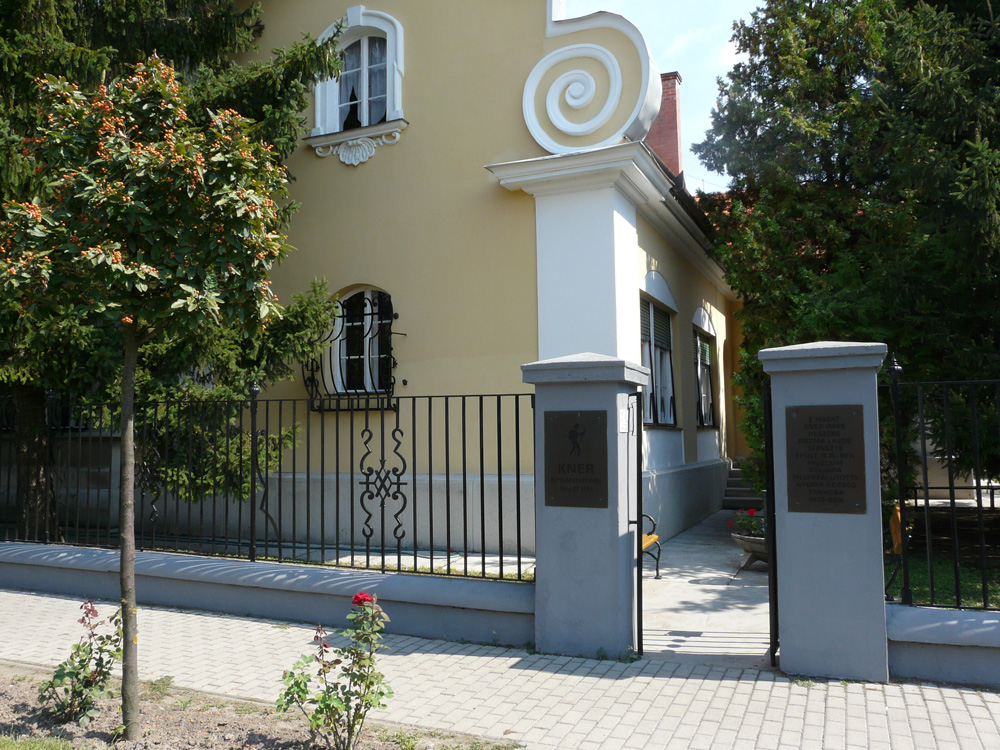
Le musée de l'imprimerie Kner
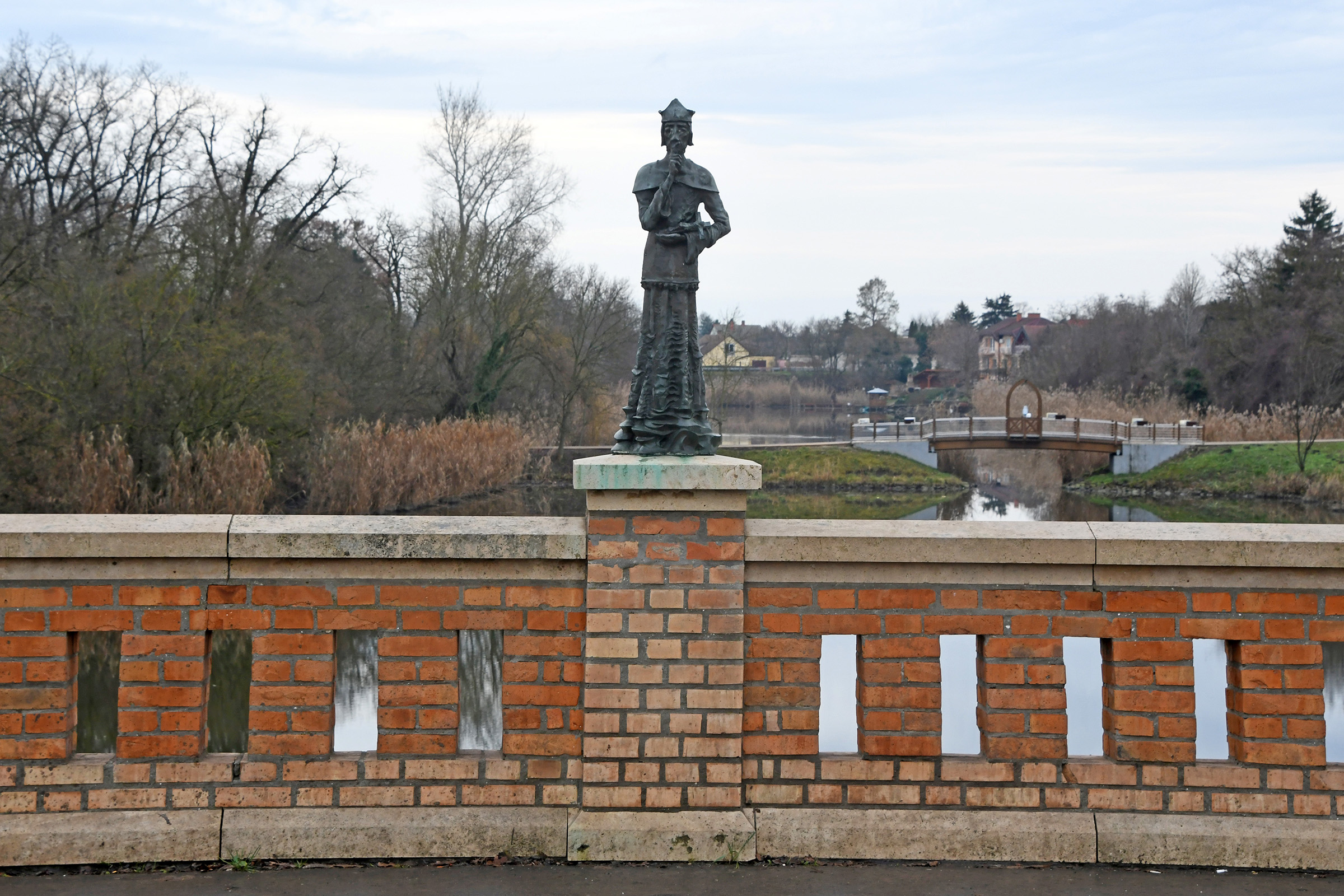
Statue de Saint Jean Népomucène, Gyoma. La statue en bronze, érigée en 1994 sur le parapet sud en briques du pont Erzsébet qui enjambe le Körös à Gyoma, a été créée par György Kiss (hu)
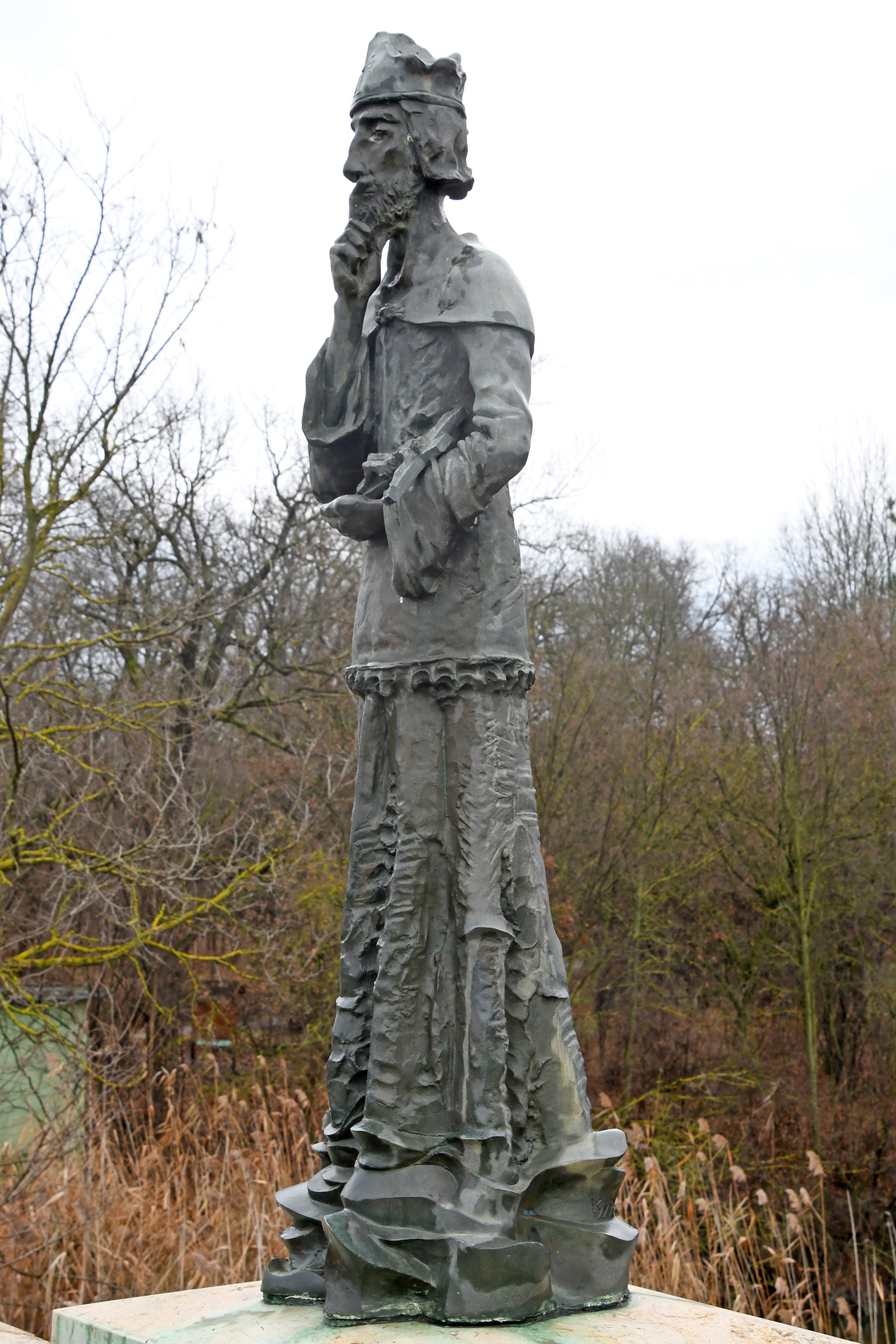
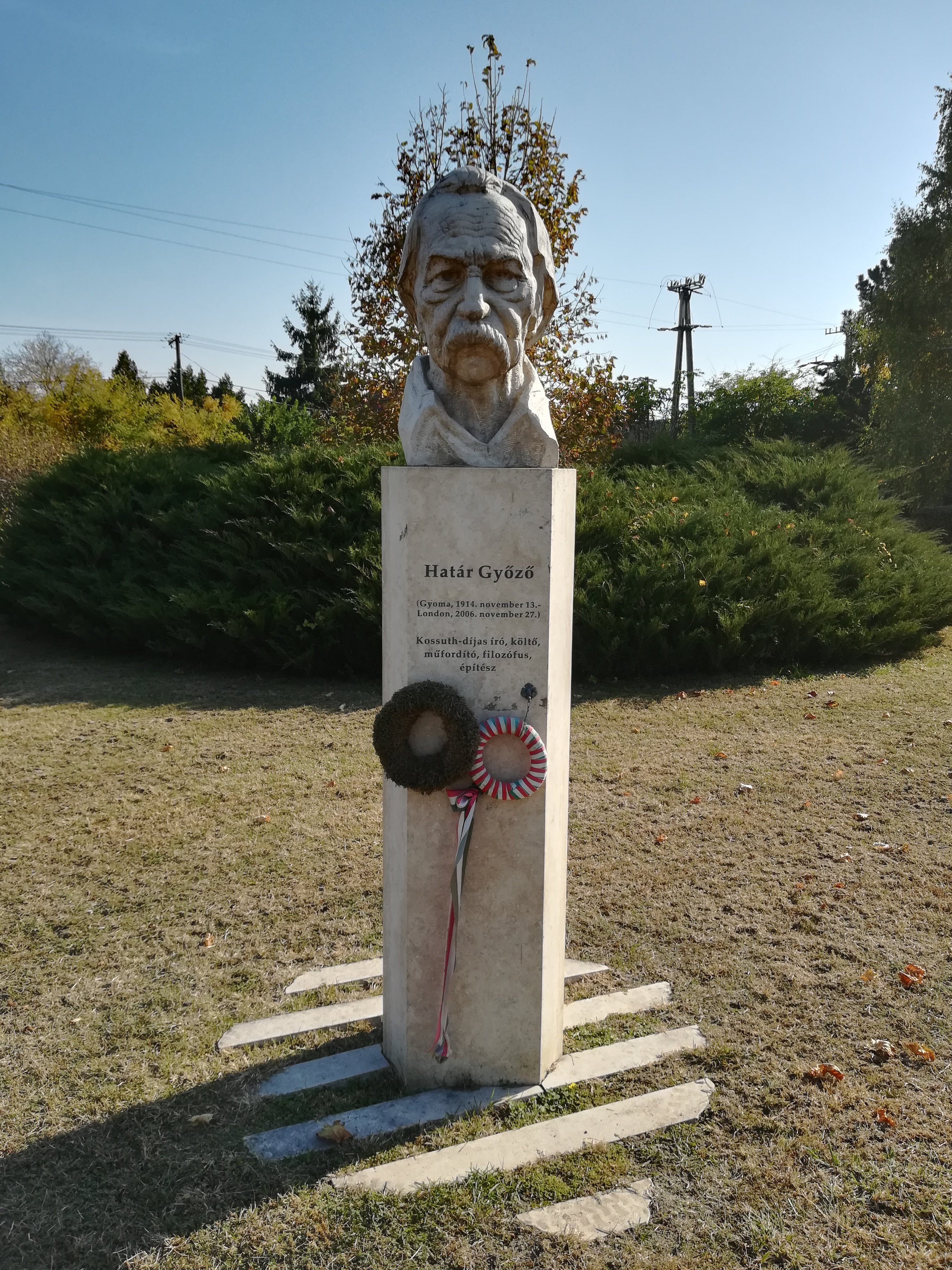
Victor Határ nè à Gyoma

## Personnalités nées à Gyoma
- Victor Határ
- Ferenc Kállai